# Autobusni prijevoz u Zagrebu
Autobusni prijevoz drugi je najprominentniji tip javnog prijevoza u Zagrebu, nakon tramvajskog prijevoza. Unutar Zagreba i pojedinih okolnih područja organizira ga i održava Zagrebački električni tramvaj (ZET). Redovni međugradski i međunarodni autobusni prijevoz iz Zagreba vodi se kroz Autobusni kolodvor Zagreb.
Prvi oblik gradskog autobusnog prijevoza u Zagrebu nastao je krajem 1920-ih godina, a već 1931. objedinjen je s tramvajskim prometom pod upravom Gradske štedionice. Nakon dugogodišnjeg stagniranja, prouzrokovanog u velikoj mjeri nepodobnom organizacijom gradskih autobusnih linija u odnosu na tramvajske, upotreba autobusne mreže i njezin opseg počeli su stabilno rasti poslije Drugoga svjetskog rata. Uz ubrzano širenje grada, kako po stanovništvu tako i prostorno, u drugoj polovici 20. stoljeća autobusna je mreža doživjela osobito proširenje na gotovo sva okolna naselja, uključujući satelitske gradove Zagreba. Širok opseg zagrebačkog autobusnog prijevoza povoljno je utjecao na izgradnju i naseljavanje tih mjesta.

## Autobusne linije
Godine 2023. u Zagrebu su prometovale ukupno 152 autobusne linije, od kojih su 4 bile noćne, a jedna »posebna«. Ukupna duljina svih linija iznosila je 1524 kilometra, a sami autobusi prevalili su 26,83 milijuna kilometara s više od 49,7 milijuna putnika. U slučaju radova na cestovnoj ili tramvajskoj infrastrukturi, uobičajeno je korištenje izvanrednih autobusnih linija na posebnim, privremenim trasama.
Osim u Zagrebu kao prvoj tarifnoj zoni, ZET obavlja autobusni prijevoz od Zagreba do Velike Gorice, u Zaprešiću te u općinama Bistra, Luka i Stupnik. Sve navedene relacije smatraju se drugom tarifnom zonom. Cijene karata jednake su bez obzira na zonu, no karte nisu prenosive iz jedne zone u drugu. Iz tog je razloga pretplatna karta za vožnju unutar obje zone skuplja od pretplatne karte za vožnju samo u jednoj tarifnoj zoni.

## Početci
Već 1916. godine uprava tramvaja (UT) u Zagrebu dobila je koncesiju od Gradskog poglavarstva za uvođenje autobusnog prijevoza. Ta je koncesija u konačnici ostala neiskorištena zbog »nepovoljnih prilika«, među ostalim i zbog trajanja Velikog rata. Kako autobusni prijevoz nije realiziran, po završetku ratnoga stanja Zadruga hrvatskih invalida poslala je zamolbu Gradskome poglavarstvu za pokretanje autobusnog prijevoza. Gradsko poglavarstvo predložilo je upravi tramvaja podjelu koncesije, no UT je takav prijedlog odbio, što je primoralo poglavarstvo da 1927. godine izmjeni statut za obrt autobusnog prijevoza te dodjeli koncesiju Zadruzi invalida.
Prve autobusne linije u Zagrebu organizirala je i 11. kolovoza 1927. pokrenula tvrtka Autobus-promet. Te su prve linije, s tri siva autobusa Lancie koja su mogla primiti 30 putnika, prolazile trasama Akademički trg – Podsused – Samobor te Akademički trg – Savska cesta – Savsko kupalište. Iste je godine dobavljeno još Lancijinih vozila u plavoj boji, no s proširenim kapacitetom za 48 putnika. Dana 6. travnja 1928. godine vozila su zamijenjena Opelovim modelima, crveno-sivim autobusima s 14 sjedećih te 6 – 8 stajaćih mjesta. Stari autobusi preneseni su u Beograd. U toj prvoj godini poslovanja, do 20. srpnja, autobusna je mreža proširena na osam linija:
| Br. | Polazište       | Odredište                 | Br. | Polazište | Odredište                            |
| --- | --------------- | ------------------------- | --- | --------- | ------------------------------------ |
| 2   | Jelačićev trg   | Gornji grad               | 6   | Zrinjevac | Trnje                                |
| 3   | Zrinjevac       | Trešnjevka                | 6a  | Zrinjevac | Trnje (Preko Paromlinske)            |
| 4   | Zrinjevac       | Kanal (Av. Marina Držića) | 8   | Zrinjevac | Vrapče – Podsused (kupališna sezona) |
| 5   | Pejačevićev trg | Pantovčak                 | 9   | Zrinjevac | Savsko kupalište (kupališna sezona)  |

Zbog nezadovoljstva građana i spornog vlasništva vozila (jer su Autobus-prometu bila posuđena iz tvornice Opela), 1929. nekoliko zagrebačkih tvrtki kupilo je vlastita vozila te počelo zagovarati reorganizaciju autobusnog prometa u gradu, iznoseći mišljenje da bi organizacija autobusnog i tramvajskog prijevoza trebala biti u rukama iste uprave i pod istom tarifom. Banska uprava odlučila je tako 28. svibnja 1930. koncesiju dodijeliti privatnoj tvrtki V. i M. Barešić i Co. i Autobrzovoz k.d., koja se bavila zastupanjem stranih tvornica automobila, uz dozvolu na 10 godina pod uvjetom pridržavanja Pravilnika za obrt autobusnog prijevoza. Barešići su koncesiju dobili za 14 »pruga«, tj. linija:
| - br. 1: pruga Trešnjevka - br. 2: kružna pruga Trnje - br. 3: pruga Kanal - br. 4: pruga Gornji grad - br. 5: kružna pruga Pantovčak - br. 6: pruga Petrova ulica - br. 7: pruga Mirogoj | - br. 8: pruga Peščenica - br. 9: kružna pruga Tuškanac – Cmrok - br. 10: pruga Kolodvorska – Magazinska - br. 11: sezonska pruga Kupalište - br. 12: kružna pruga Sajmena - br. 13: kružna pruga Bijenička - br. 14: pruga Noćna |

Tvrtka je zatim nabavila 5 autobusa Buick GMC-T42 i GMC-T30 General Motorsa, kao i 15 autobusa Steyr tipa XVII – ukupno 20 vozila. Općina grada Zagreba i Gradska štedionica ipak su uložile žalbu na dodijeljenu koncesiju, pa je 5. kolovoza Gradsko načelstvo primorano Barešiću pružiti tek provizornu dozvolu, koja je u konačnici i ukinuta. Kako je Barešićeva tvrtka zbog ukidanja dozvole netom poslije kupovine autobusa završila pred bankrotom, uložila je molbu Poglavarstvu, no molba je odbijena te je tvrtka bila primorana prodati svoja vozila Gradskoj štedionici.

## Gradski autobusni promet

### 1930-e
Iste 1931. godine uprava tramvaja preuzela je vozila i upravljanje autobusnim prometom, pri čemu je osnovano zasebno poduzeće Gradski autobusni promet kao podružnica Gradske štedionice. GAP je ugovorom 20. travnja za 3 milijuna dinara otkupio svih 20 autobusa Autobrzovoza od Štedionice te s početkom 26. travnja organizirao prijevoz u šest dnevnih i dvije noćne linije:
- br. 1: Zrinjski trg – Trešnjevka (6 autobusa)
- br. 2: Zrinjski trg – Trnje (1 autobus)
- br. 3: Zrinjski trg – Zagorska (1 autobus)
- br. 4: Zrinjski trg – Vrapče (1 autobus)
- br. 5: Jelačićev trg – Trg Stjepana Radića (1 autobus)
- br. 6: Pejačevićev trg – Pantovčak (1 autobus)
- N: Zrinjski trg – Trešnjevka
- N: Jelačićev trg – Črnomerec

Njihova je ukupna trasa iznosila 9,6 kilometara i tijekom 1931. godine prevezle su više od 1,5 milijuna putnika, a za spremište vozila služilo je tramvajsko spremište na Savskoj cesti 18. Te su godine cijene karata za autobuse, ovisno o duljini puta, koštale 1, 2 ili 3 dinara, dok je prijenos prtljage naplaćivan 2 dinara. Uvedene su ubrzo i prijelazne karte po cijeni 2, 3 ili 4 dinara koje su vrijedile jednako za autobus i tramvaj. Nedugo poslije preuzimanja autobusnog prometa međutim, zbog troškova koji su ubrzo nadmašili troškove tramvajskoga prijevoza, ukinute su neke linije kojima se u prosjeku vozio jedan putnik po kilometru. U prvoj godini aktivnosti pod Štedionicom, poduzeće je izgubilo ukupno 1,2 milijuna dinara, a slični gubitci zabilježeni su i 1933. godine.

Prema podatcima iz Maloga statističkog priručnika grada Zagreba, 1932. godine GAP je ostvario broj od 2 167 458 putnika na devet redovnih autobusnih linija i »prigodnim vožnjama«. Iduće su 1933. godine ukinute dvije linije, a broj putnika smanjio se na 1 568 624. Godine 1934. broj putnika pao je na 1 456 314, a zabilježeno je i da je u redovitom prometu vozilo 9 autobusa, koji su prevalili ukupno 473 767 kilometara. Godine 1935. broj putnika pao je na čak 907 268 posljedicom siječanjskog uvođenja tramvaja i ukidanja autobusa u Ozaljskoj ulici, čime je i ukupna duljina trase smanjena s 9600 na 7200 kilometara. Isti priručnik navodi i stanja registriranih vozila u gradu, pa je tako 31. ožujka 1933. u Zagrebu bilo registrirano 39 autobusa, dok je 30. travnja 1934. bilo registrirano njih 24, a na isti datum 1935. ukupno 19 autobusa. Donosi se i statistika prometnih nesreća: 1932. godine autobusi su sudjelovali u njih 29, 1933. sudjelovali su u 24, a 1934. godine u samo 10 nesreća.
| Linija                                   | Br. putnika | Br. putnika | Br. putnika | Br. putnika |
| Linija                                   | 1932.       | 1933.       | 1934.       | 1935.       |
| ---------------------------------------- | ----------- | ----------- | ----------- | ----------- |
| Jelačićev trg – Trešnjevka               | 1 439 121   | 992 479     | 918 811     | ukinuta     |
| Jelačićev trg – Trnje                    | 202 445     | 177 771     | 173 312     | –           |
| Jelačićev trg – Zagorska ulica           | 82 764      | 84 879      | 67 716      | –           |
| Jelačićev trg – Mlinarska cesta          | 62 030      | ukinuta     | ukinuta     | ukinuta     |
| Jelačićev trg – Črnomerec (noćna linija) | 32 723      | 27 627      | 26 138      | –           |
| Jelačićev trg – Remete                   | 6844        | 7247        | 2204        | –           |
| Pejačevićev trg – Pantovčak              | 126 693     | 132 583     | 127 647     | –           |
| Pejačevićev trg – Tuškanac               | 60 060      | ukinuta     | ukinuta     | ukinuta     |
| Črnomerec – Vrapče                       | 145 205     | 136 035     | 129 316     | –           |
| »Prigodne vožnje«                        | 9573        | 10 003      | 11 170      | –           |
| Ukupno:                                  | 2 167 458   | 1 568 624   | 1 456 314   | 907 268     |

Godine 1937. napokon je zaustavljen kontinuirani pad broja putnika, kada je on skočio za 10 % naspram 1936. godine. Te je godine također, kako bi se uštedilo na gorivu, uveden metan (zemni plin) za pogon vozila. Broj putnika dodatno je porastao na 1,5 milijuna 1940. godine, kada su autobusne linije reorganizirane kako bi postale dopuna tramvajskome prometu, a 16. veljače te godine snižene su cijene autobusnih karata na 1 dinar, 1,50 dinara ili 2 dinara, dok su prijelazne karte snižene na 2 ili 3 dinara. Sljedeće godine broj putnika prešao je 3 milijuna, no neke linije ukinute su zbog kvarova autobusa i otežane nabave zamjenskih dijelova, među ostalim i guma. Godine 1942. ponovno je zbog izgradnje tramvajske pruge ukinut autobusni promet, ovaj put između Maksimira i Dubrave, a nastavljeni problemi s vozilima reducirali su vozni park na 11 autobusa. Ujedno su 1. siječnja cijene karata potpuno izjednačene s tramvajskima na svim trasama osim jedne dionice za Vrapče. Tako je putnička karta stajala 2 kune, prtljaga je naplaćivana dodatne 3 kune, a prijelazne karte potpuno su ukinute. Na liniji za Vrapče autobusna je karta za posebnu dionicu pak koštala 3 kune, a prijelazna 3 ili 4 kune. Dana 7. veljače 1943. cijene su povišene na 4 kune za putnike (odn. 6 kuna do Vrapča) te 5 kuna za prtljagu, a 1. siječnja 1944. počela se primjenjivati univerzalna cijena putničke karte od 20 kuna, ukidajući time prijelazne karte čak i za izvangradske linije.

### Rat i poslijeratna obnova
Pod vlašću Nezavisne Države Hrvatske značajan broj ZET-ovih i GAP-ovih radnika napušta radno mjesto i pridružuje se NOB-u, zbog čega je tvrtka s vremenom stavljena pod vojni nadzor. U tom su razdoblju zabilježeni i problemi s učestalom rekvizicijom autobusa (katkad i usred prometovanja), a održavanje voznog parka zbog manjka radne snage odvijalo se samo u izrazitoj nuždi. Godine 1943. uvedena je tako i preprodaja karata na okretištima zbog nedostatka kontrolora, što je zadržano i nakon rata. Temeljit popravak šest preostalih vozila počeo je tek prekidom rata, čime su u listopadu 1945. s četiri autobusa ponovno uspostavljene linije Črnomerec – Vrapče, Britanski trg – Pantovčak te Glavni kolodvor – Trnje. Još tri autobusa popravljena su 1946. godine i dodijeljena liniji Branimirova – Radnička – Žitnjak. Cijene karata nakon ponovnog pokretanja autobusnih linija krajem 1945. ostale su jedinstvene za gradsko područje, s cijenom od 2 dinara, no za jednu dionicu do Vrapča ponovno je uspostavljena povišena cijena – 3 dinara, s time da je prijelazna karta sezala do 4 dinara ovisno o duljini putovanja. Tako niska cijena prijevoza dovela je do znatnog povećanja broja putnika. Za obnovu voznog parka u neposrednom posljeratnom razdoblju (1945. – 1952.) uglavnom se kupovalo razna rabljena vozila, a broj autobusa u prometu porastao je s vremenom na 21 vozilo. Ujedno su vozila nabavljena poslije rata imala znatnije kapacitete, pa prosječni broj od 32 mjesta prijeratnih vozila skače na prosječnih 44,5 mjesta u vozilima kupljenima poslije rata.
Godine 1949. gradom je prometovalo pet autobusnih »pruga«, označenih slovima:
- Pruga A: Črnomerec – Radićev trg – bivša mitnica – Vrapče Donje – Vrapče (bolnica)
- Pruga B: (Britanski trg) – Pavlinovićeva – Hercegovačka – Goljak (Pantovčak 136) – Pantovčak 164 – Prekrižje
- Pruga C: Trnjanska / Koturaška – Bosutska – Školska cesta
- Pruga D: Branimirova / Radnička cesta – Zoranićeva – Folnegovićeva
- Pruga E: (Kvaternikov trg) – Domjanićeva / Šrapčeva – Laščinska / Labudovac – Drenovac / Jordanovac – Kozjak / Rebar.

Do 1950. godine uvedene su i duže linije do Jankomira, Žitnjaka, Remetinca, Markuševca i Stenjevca.
| Godina | Duljina pruge (km) | Vozni park | Vozni park    | Vozni park       | Br. putnika | Prevaljeni put (km) | Prosjek putnika po 1 km trase dnevno |
| Godina | Duljina pruge (km) | Br. vozila | Prosj. mjesta | Prosj. u prometu | Br. putnika | Prevaljeni put (km) | Prosjek putnika po 1 km trase dnevno |
| --- | ------------------ | ---------- | ------------- | ---------------- | ----------- | ------------------- | ------------------------------------ |
| 1931. | 9,6                | 20         | 32            | 18               | 1 569 431   | 473 992             | 169,7                                |
| 1932. | 9,6                | 20         | 32            | 18               | 2 167 458   | 705 593             | 225,8                                |
| 1933. | 9,6                | 20         | 32            | 18               | 1 568 899   | 473 771             | 163,4                                |
| 1934. | 9,6                | 20         | 32            | 17               | 1 456 312   | 473 766             | 151,7                                |
| 1935. | 7,2                | 20         | 32            | 15               | 907 268     | 330 646             | 126,0                                |
| 1936. | 7,2                | 20         | 32            | 12               | 542 280     | 219 427             | 75,3                                 |
| 1937. | 7,2                | 20         | 32            | 12               | 618 181     | 226 214             | 85,9                                 |
| 1938. | 7,2                | 20         | 32            | 12               | 639 978     | 227 934             | 88,9                                 |
| 1939. | 7,2                | 20         | 32            | 12               | 744 083     | 235 038             | 100,3                                |
| 1940. | 7,2                | 20         | 32            | 12               | 1 530 280   | 257 787             | 212,2                                |
| 1941. | 9,1                | 17         | 30,6          | 7                | 3 593 935   | 306 048             | 394,9                                |
| 1942. | 7,2                | 11         | 32            | 7                | 3 619 331   | 256 354             | 502,6                                |
| 1943. | 7,2                | 8          | 27,5          | 6                | 2 489 463   | 164 158             | 345,8                                |
| 1944. | –                  | –          | –             | –                | –           | –                   | –                                    |
| 1945. | 4                  | 6          | 45            | 3,3              | 483 037     | 30 218              | 120,8                                |
| 1946. | 6,8                | 7          | 42            | 4,3              | 2 803 728   | 174 917             | 412,0                                |
| 1947. | 8,8                | 11         | 40            | 6,3              | 4 605 622   | 303 705             | 523,4                                |
| 1948. | 10,7               | 13         | 43            | 5,9              | 3 674 425   | 298 272             | 343,4                                |
| 1949. | 16,9               | 19         | 45,5          | 7,4              | 3 579 700   | 367 072             | 211,8                                |
| 1950. | 13                 | 20         | 46,2          | 7,8              | 4 522 625   | 389 942             | 347,9                                |
| ↑a Napomena: u izvoru se nalazi tiskarska greška zbog koje su naznačene veće magnitude ovih vrijednosti iako su vrijednosti izražene u osnovnim jedinicama. Npr. navodna dužina pruga od 9600 km 1931. godine, kako stoji u izvoru, ovdje je iznesena kao vjerojatnijih 9600 m, tj. 9,6 km. Usp. suvremenije statistike. |                    |            |               |                  |             |                     |                                      |

## 1950. – 1990.

### Nastavak razvitka mreže
Velik broj putnika, koji je potaknut jeftinim kartama, s vremenom je prisilio ZET na ukidanje prijelaznih karata s tramvaja na autobus, a cijena autobusnih karata za putnike i prtljage ujednačena je na 2 dinara za sve linije, uključujući vrapčansku. Početkom iduće godine cijena prtljage blago je povišena, na 4 dinara. U studenom 1951., međutim, iako se ponovno omogućava prijelaz na tramvaj i donosi jedinstvena cijena karata bez obzira na udaljenost, cijena jedne karte za putnika i prtljagu podiže se na 15 dinara, dok cijena karte za jednu dionicu linije za Markuševac seže do 30 dinara. Iste godine dovršeno je autobusno spremište u Vurovčici (današnje objedinjeno spremište Trešnjevka na Ljubljanici), pa je susjedno tramvajsko spremište povremeno korišteno i za servisiranje autobusa uz manju autobusnu radionicu.
Između 1950. i 1953. pokrenute su linije za Studentski grad, Remetinec, Kozjak, Aleju Vrapče, Pantovčak, Trnje, Jankomir, Cmrok i Šestine. Godine 1953. bilo je aktivno deset linija sa sljedećim cijenama karte i polascima:
- Britanski trg – Pantovčak – Prekrižje (10 dinara; svakih 30 minuta)
- Černomerec – Jankomir (20 dinara; svakih 60 minuta)
- Černomerec – Vrapče (10 dinara; svakih 15 minuta)
- Černomerec – Podsused (30 dinara; pet puta dnevno)
- Dubrava – Sesvete (30 dinara; svakih 30 minuta)
- Dubrava – Granešinska cesta (10 dinara; svakih 30 minuta)
- Dubrava – Granešina – Miloševac (10 dinara; svakih 30 minuta)
- Mihaljevac – Šestine (10 dinara; svakih 30 minuta)
- Savski most – Remetinec (10 dinara; svakih 30 minuta)
- Šrapčeva ulica – Kozjak (10 dinara; svakih 30 minuta)

Uz ZET-ove linije prometovao je i autobus tvrtke »Putnik«, koji je obavljao vožnje do Sljemena. Polazak je bio iz Praške 5 u 8:00 sati, a povratak u 17:00 sati, s cijenom od 220 dinara. Polazišna stanica i blagajna izvangradskog prometa nalazile su se na Trgu Marka Oreškovića 12 (danas Langov trg, kuća na uglu s Branjugovom ulicom).

### Novine iz inozemstva
Do 1959. godine dovršena je izgradnja zasebnih servisnih objekata, a radionica na Ljubljanici rabila se za izvanredne servise i remont. U ovom je razdoblju povećana nabava stranih automobila zbog slabog domaćeg tržišta. Pritom su nabavljena četiri dvokatna autobusa Leyland iz Engleske (»londonci«), koji su ostali u funkciji do 1961. godine, kada su prodani i otpremljeni u Sarajevo. Ti su autobusi imali dvije velike mane: namijenjeni su vožnji na lijevoj strani ceste te nisu mogli biti prilagođeni zagrebačkom prometu. Njihova visina učinila ih je neuporabljivima na mnogim linijama zbog infrastrukture poput žica i nadvožnjaka, a otežavala je i servisiranje u niskim radionicama (zbog čega je za njih preuređen jedan kolosijek u ljubljaničkom spremištu). Broj autobusnih putnika porastao je s 4,5 milijuna 1950. godine (2,2 % putnika u javnom prijevozu) na 39,7 milijuna putnika 1960. godine (18,6 % ukupnih putnika javnoga prijevoza).

Prvom polovicom 1960-ih autobusni se promet proširio i do udaljenijih mjesta u okolici Zagreba, poput Jastrebarskog, Velike Gorice i Dugog Sela. Spremište u Dubravi svečano je otvoreno u proljeće 1962. i upogonjeno je kao pomoćna radionica, uz veliku remontnu radionicu u Vurovčici dovršenu 1964. s kapacitetom za 300 autobusa. Obje su lokacije kasnije rekonstruirane, čime je omogućen veći kapacitet kako spremišta, tako i servisnog prostora. Budući da je autobusna mreža već znatno porasla, zbog lošeg financijskog stanja ZET je bio primoran kupiti domaće autobuse: od FAP-a i TAM-a. FAP-ovi su autobusi imali osobito mnogo nedostataka, pa su vrlo brzo nestali iz voznog parka, a zamijenili su ih autobusi s prikolicama kao način proširenja kapaciteta. Prvih pet takvih prikolica dovezeno je u Zagreb 15. veljače 1960. Izradila ih je talijanska tvrtka Adige-Viberti, a spojene su na autobuse Alfa Romea. Posljednja, deveta prikolica kupljena je iz Karlovca kao rabljena 1961., tako da su prikolice nosile brojeve od 1001 do 1009. Ubrzo je, međutim, postalo jasno da su te prikolice nepraktične za uske terminale i ulice Zagreba te da nameću prevelik napor autobusima, ubrzavajući oštećenja. Rashodovanjem prikolica, u vozni park uvezeni su zglobni autobusi. Prvi takvi bili su MAN-ovi autobusi 890 UG M 16 A, kupljeni u 20 primjeraka 1969. godine uz desetke drugih autobusa te marke. Do kraja 1970., 93 autobusa od 190 u ZET-ovom voznom parku bili su marke MAN. Zglobni su se autobusi uglavnom rabili za prijevoz u Novome Zagrebu i prigradskim naseljima s velikom količinom putnika.

### Proširenje van Zagreba i gospodarska kriza
Uz znatno proširenje voznog parka, 1971. je također izgrađeno spremište Podsused, s kapacitetom za 100 običnih i 20 zglobnih autobusa, a paralelno s izgradnjom autobusna je mreža proširena na 50 linija. Tijekom toga desetljeća, Zagreb se širio i prostorno, pa je tako počeo pripojavati i autobusni prijevoz okolnih gradova. Godine 1977. u ZET je udružena tvrtka Saobraćaj koja je vodila autobusni promet u Velikoj Gorici, pri čemu je ZET preuzeo 30 autobusa i »zapuštene«  velikogoričke radionice, koje su do 1981. rekonstruirane s kapacitetom za 40 – 45 vozila. Širenje autobusne mreže dovelo je u pitanje i dotadašnji tarifni sustav sa ukupno 17 zona i 160 vrsta karata. Zato je 1979. godine osmišljen novi sustav, s 5 zona i 19 vrsta karata, čime su također smanjene cijene za duže relacije. Takva je promjena imala pozitivan učinak na povezanost grada s okolnicom, čiji su mu stanovnici sve više težili.
U kriznom razdoblju SFRJ zbog nestašice financija nije bilo moguće plaćati uvoz novih vozila, pa je nabava za vozni park ponovno usmjerena na domaće tržište. Za dostavu autobusa izabran je zemunski proizvođač Ikarus, koji je s vremenom izručio ukupno 192 vozila ZET-u, postavši time najzastupljeniji proizvođač u voznom parku toga doba. Kako bi se očuvalo stanje javnoga prijevoza i financirale potrebe proširenja na novoizgrađena naselja (Zaprešić, Prečko, Jarun, Dugave, Sloboština, Dubrava, Sesvete i dr.), gradska uprava odredila je obavezno izdvajanje iz dohotka od 0,5 % za potrebe ZET-a te je formirana Samoupravna interesna zajednica za promet grada Zagreba, koja je uspješno zbrinjavala razvoj javnog gradskog prometa. Ekonomske su okolnosti ujedno primorale građane da umjesto automobilima putuju javnim, autobusnim prijevozom. Od 1960. do 1980. godine, broj autobusa u voznome parku i broj putničkih mjesta porasli su tako oba za 383,8 %. Ubrzo je ZET-u pripojen i Samobortrans, 1983. godine, s 46 autobusa i samoborskim autobusnim kolodvorom, a 1984. preuzeto je i nekoliko linija u prigorskim Sesvetama od zelinskog Čazmatransa, uz drastično (u nekim slučajevima i četverostruko) smanjenje cijena prijevoza za putnike. Putnici koji su rabili autobuse činili su 1983. udio od 38 % svih putnika zagrebačkoga javnog prijevoza, dok su 62 % činili putnici u tramvajima.
Desetljeće 1980-ih također je u autobusnom prijevozu označilo restrukturiranje autobusnih linija. Kako su dotadašnje prigradske linije postale i suviše duge (neke i dulje od 30 kilometara) te su kao takve prekomjerno opteretile vozni park visokim brojem polazaka i putnika te dugim putovanjima do odredišta, određeno je da će se promet voditi po satelitskom principu. Po uzoru na velike gradove svijeta, u svakome od većih mjesta oko Zagreba (točnije Velikoj Gorici, Samoboru, Sesvetama i Zaprešiću) organiziran je sekundarni terminal do kojega je iz Zagreba prometovala brza linija, a sa tih sekundarih terminala polazile su zatim linije do bliže okolice. Osim što je nova organizacija prometa potpomogla urbanističkom osnaživanju zagrebačkih satelitskih naselja, ona je također doprinijela urbanizaciji i privlačnosti prigradskih mjesta do kojih su prometovale jeftine linije. S vremenom je kvaliteta Ikarusovih vozila razočarala, pa je 1988. odlučeno da će dobavljač autobusnih vozila ponovno biti Avtomontaža sa svojim prilagođenim autobusima MAN – s Ikarusom je prekinuta suradnja. U iduće dvije godine Avtomontaža je dostavila 30 autobusa ZET-u. Tako je 1989. u voznom parku bilo 494 autobusa, a u dnevnom je prometu sudjelovalo 398. Tome je usponu u autobusnom voznom parku uslijedio dugogodišnji pad.
| Godina                                                  | Duljina linija (km) | Br. vozila | Prevaljeno km | Br. putnika | Udio putnika u javnom prijevozu |
| ------------------------------------------------------- | ------------------- | ---------- | ------------- | ----------- | ------------------------------- |
| 1951.                                                   | 33                  | 19         | 443 000       | 2 816 000   | –                               |
| 1952.                                                   | 37                  | 17         | 449 000       | 2 816 000   | –                               |
| 1953.                                                   | 42                  | 30         | 557 000       | 5 024 000   | –                               |
| 1954.                                                   | 48                  | 29         | 1 127 000     | 11 025 000  | –                               |
| 1955.                                                   | 69                  | 33         | 1 524 000     | 11 450 000  | –                               |
| 1956.                                                   | 99                  | 39         | 1 909 000     | 14 377 000  | –                               |
| 1957.                                                   | 173                 | 54         | 2 627 000     | 21 744 000  | –                               |
| 1958.                                                   | 241                 | 56         | 3 379 000     | 28 261 000  | –                               |
| 1959.                                                   | 344                 | 66         | 4 323 000     | 36 473 000  | –                               |
| 1960.                                                   | 395                 | 79         | 6 369 000     | 39 734 000  | 18,6 %                          |
| 1961.                                                   | 447                 | 89         | 7 472 000     | 42 417 000  | –                               |
| 1962.                                                   | 505                 | 118        | 8 620 000     | 47 712 000  | 21,2 %                          |
| 1963.                                                   | 525                 | 119        | 9 246 000     | 50 682 000  | –                               |
| 1964.                                                   | 524                 | 158        | 10 453 000    | 57 596 000  | 22,7 %                          |
| 1965.                                                   | 564                 | 155        | 12 240 000    | 67 587 000  | –                               |
| 1966.                                                   | 564                 | 159        | 13 259 000    | 74 602 000  | 27,6 %                          |
| 1967.                                                   | 535                 | 169        | 14 001 000    | 78 068 000  | –                               |
| 1968.                                                   | 505                 | 183        | 14 902 000    | 78 208 000  | 29,7 %                          |
| 1969.                                                   | 526                 | 196        | 14 812 000    | 80 384 000  | –                               |
| 1970.                                                   | 525                 | 192        | 14 829 000    | 79 003 000  | 30,0 %                          |
| 1971.                                                   | 525                 | 191        | 15 121 000    | 81 881 000  | –                               |
| 1972.                                                   | 494                 | 211        | 15 845 000    | 83 805 000  | 32,5 %                          |
| 1973.                                                   | 512                 | 226        | 16 326 000    | 86 836 000  | –                               |
| 1974.                                                   | 540                 | 218        | 17 116 000    | 88 859 000  | 34,4 %                          |
| 1975.                                                   | 646                 | 230        | 17 494 000    | 91 672 000  | –                               |
| 1976.                                                   | 671                 | 251        | 18 394 000    | 94 990 000  | 35,6 %                          |
| 1977.                                                   | 691                 | 285        | 19 707 000    | 98 452 000  | –                               |
| 1978.                                                   | 1246                | 297        | 21 786 000    | 102 675 000 | 38,0 %                          |
| 1979.                                                   | 1384                | 307        | 22 495 000    | 102 714     | –                               |
| 1980.                                                   | 1378                | 336        | 23 570 000    | 111 425 000 | 37,3 %                          |
| 1981.                                                   | 1395                | 331        | 23 866 000    | 113 493 000 | 38,1 %                          |
| 1982.                                                   | 1432                | 351        | 24 096 000    | 116 532 000 | 37,7 %                          |
| 1983.                                                   | 1643                | 427        | 27 025 000    | 130 447 000 | 38,0 %                          |
| 1984.                                                   | 1624                | 445        | 29 073 000    | 135 184 000 | –                               |
| 1985.                                                   | 1660                | 451        | 30 492 000    | 139 088 000 | –                               |
| 1986.                                                   | 1696                | 473        | 31 883 000    | 139 329 000 | –                               |
| 1987.                                                   | 1746                | 489        | 32 359 000    | 137 329 000 | –                               |
| 1988.                                                   | 1771                | 502        | 33 225 000    | 152 955 000 | –                               |
| 1989.                                                   | 1798                | 496        | 33 864 000    | 143 122 000 | –                               |
| Izvori:                                                 |                     |            |               |             |                                 |
| Napomena: navedeni podatci odnose se isključivo na ZET. |                     |            |               |             |                                 |

## 1990. – 2020.

### Ujednačenje voznog parka
Godine 1990. kupljeno je 20 TAM-ovih autobusa putem ljubljanske Avtomontaže, no zbog ratnog stanja vozni park nije značajno proširen, već su samo počeli dogovori za nabavu dodatnih MAN-ovih autobusa iz Njemačke. Godine 1993. odlučeno je da će se naručiti niskopodni zglobni autobusi, a oni su dostavljeni 1994. godine. Uslijed toga je 1995. provedena analiza i donesena odluka da će se vozni park graditi isključivo od MAN-ovih i Mercedesovih vozila, pa je od Mercedesa naručeno još zglobnih, niskopodnih autobusa koji su stigli kasnije iste godine. Do kraja 1990-ih naručeno je mnogo rabljenih (MAN SL 200, Mercedes-Benz O305 i G), no još više novih autobusa (MAN EL 262, Mercedes-Benz 0405 GN, MAN SG 220 među ostalim, kao i midi autobusi MAN NM 152 te MAN NM 222 namijenjeni uskim gornjogradskim ulicama). Godine 1994. uveden je i prijevoz za osobe s invaliditetom, u koju su svrhu kupljena tri kombija Mercedes-Benz 312 D te 603 Sprinter, a uvedeni su i servisni kombiji Fiat Ducato. Do kraja 1998. godine obnovljeni su autobusni terminali u Sesvetama, Velikoj Gorici i Borongaju.

### Nove tehnologije
U vozni su park 2000. uvedena prva tri vozila nadograđena u Eurobusu, a okretište u Dubravi obnovljeno je te je dobilo digitalni displej s vremenom polazaka i raznim uputama o korištenju javnog prijevoza. Iako je te godine 1. srpnja prekinuto ZET-ovo djelovanje u Samoboru (vozila su izmještena u velikogorički pogon, dok su zaposlenici preraspodjeljeni drugdje), 11. studenoga otvoreno je okretište u Dupcu. U svibnju 2006. godine konačno su rashodovani i posljednji TAM-ovi autobusi, nakon četrnaest godina rada. Te su godine u Zagrebu uz ZET najveći autobusni prijevoznici bili Croatia bus i Croag.
Nakon što je tvrtka Ekonerg provela studiju o isplativosti biodizela za ZET-ov vozni park, 1. lipnja 2007. u promet je na Borongaju uključeno prvih 10 autobusa na biodizel (MAN NG 313) u ZET-u, ali i u Hrvatskoj. Dana 3. rujna 2007. ZET je preuzeo i prijevoz školske djece u nizu zagrebačkih škola od OŠ Lučko do OŠ Sesvetski Kraljevec zbog »učestalih otkazivanja i nepoštivanja ugovora« privatnih prijevoznika. Zatim je 2008. godine naručeno, a 2009. isporučeno 214 novih autobusa MAN, Mercedes-Benz i Iveco za 1,15 milijardu kuna (152,6 mil. eura), od čega 60 autobusa Iveco na zemni plin; zatim 65 biodizelskih zglobnih Mercedes-Benza, 15 mini-autobusa Iveco i 74 dizelska autobusa MAN. Predviđeno je usto povlačenje 100 starijih vozila iz prometa te prepolovljivanje radne snage za održavanje koju je tada sačinjavalo 1100 zaposlenika. Iste su godine kupljena i prerađena za oko 770 tisuća kuna (100 tisuća eura) dva turistička kabrio autobusa: MAN s 32 sjedala, za područje centra, i Mercedes s 48 sjedala, za »dulje trase do Jaruna, Bundeka i Maksimira«. Cijena jednodnevne karte planirana je za 70 kuna.
Novih 14 poluniskopodnih autobusa Iveco Crossway LE te 8 niskopodnih autobusa MAN Lion's City kupljeno je 2010. godine, a isticali su se pristupnom platformom za osobe s invaliditetom, videonadzorom te suvremenim klimatizacijskim sustavom, kao i motorima niske emisije štetnih plinova u skladu s EURO 6 ekološkim standardima. Projekt nabave sufinancirala je Europska unija Operativnim programom Konkurentnost i kohezija. Autobusi su predstavljeni kod spremišta u Podsusedu. Godinu 2014. obilježilo je dovršavanje plinske punionice u Podsusedu u siječnju, kao i kupovina 16 plinskih mini-autobusa u svibnju za 16 – 17 milijuna kuna, uz 40-postotno sufinanciranje Fonda za zaštitu okoliša. Autobusi su prema glasnogovorniku ZET-a predviđeni za dionice s užim ulicama te za linije s manjim brojem putnika, u svrhu uštede. Time je vozni park, prema navodima gradonačelnika Milana Bandića, proširen na 410 autobusa. Bandić je pritom najavio novu punionicu za plinske autobuse u Dubravi pod pokroviteljstvom Grada ili trgovačkog lanca Konzum, kao i novih 30 autobusa za linije iz Dubrave. Nastavno na nove autobuse iz 2010. te nadogradnju tramvaja, u proljeće 2015. svi su autobusi opremljeni videokamerama kako bi se dodatno demotiviralo kaznena djela u vozilima i sukobe s vozačima, a uvedeni su i razglasni podsjetnici putnicima, poput onoga da je potrebno pripremiti sitan novac za kupovinu karte te da je ulaz u autobus »isključivo na prva vrata«. Na prijelazu iz 2014. u 2015. godinu uveden je i pilot-projekt usluge »Biciklom na autobus« za pojedine brdske linije (102, 103 i 140) na čijim su autobusima ugrađeni nosači za bicikle na besplatno korištenje.
U probnu su uporabu, na linijama 118 i 128, 16. ožujka 2016. pušteni prvi hibridni autobusi kako bi se utvrdila očekivana ušteda od 40 % naspram dizelskih vozila. Ipak, vozila nisu zadržana i 2017. je kupljeno 5 novih niskopodnih autobusa Iveco Solo s narudžbom za još 24, a godinu poslije 30 novih poluniskopodnih Iveco Crossway LE Cityja te jedan turistički autobus za ukupno 45,5 milijuna kuna. Vozni je park tako 2018. godine sačinjavalo 337 dizelskih i 76 plinskih autobusa. Modernizacija voznog parka nastavljena je uvođenjem besplatnog WiFija u sva vozila od studenog 2018. nakon pilot-projekta 2017., a uvođenje sustava u cijelom voznom parku plaćeno je 19,8 milijuna kuna (2,63 mil. eura). Više je medija prenijelo da mreža u vozilima nedugo nakon početka korištenja biva »neupotrebljiva«.

## Od 2020.

### Pandemija
Tijekom 2020. godine konačno su isporučeni i poslijednji autobusi Iveco Solo naručeni 2017. godine, a kupljeno je i još 22 autobusa Iveco Crossway te MAN Lion's City u sklopu novog projekta za 29 autobusa vrijednog 55,8 milijuna kuna, koji je sufinanciran iz Proračuna RH te fondova Europske unije.
Zbog pandemije COVID-a već je 19. ožujka uveden reducirani, ljetni vozni red za sve linije, dok su linije 104, 140, 236 i 262a privremeno ukinute. Međutim, istog je tjedna 22. ožujka, zbog odluke Nacionalnog stožera civilne zaštite, javni gradski prijevoz kako autobusima, tako i drugim sredstvima izvanredno ukinut u potpunosti kako bi se spriječilo širenje zaraze. Za »djelatnike javnih i drugih službi« osiguran je unatoč tomu izvanredni autobusni prijevoz linijama 122, 116, 212 i 241, kao i noćnim linijama 31, 32, 33 i 34 (s jednim vozilom na svakoj liniji) između 5:00 i 23:00 sati s polascima svakih sat vremena. Javni prijevoz ponovno je pušten u pogon 27. travnja. Isprva je aktivirano samo 111 autobusnih linija, a noćne linije bile su tijekom dana zamjena za tramvajske linije, koje su u promet vraćane »u fazama«. Prema izvještaju iz ZET-a, ukidanje prometovanja i gospodarska kriza nastala pandemijom uzrokovala je kontinuirano smanjenje prihoda: zarada od prodaje karata pala je s 394 milijuna kuna 2019. na 276,2 milijuna kuna 2020. godine, a pritom je otpušteno 64 radnika. Prosječna je starost autobusa krajem te godine iznosila 11,2 godine, a nakon prethodno spomenute nabavke 29 novih autobusa rashodovano je 24 starih.

### Prijelaz na struju
Dana 30. studenog 2021. godine istekao je ugovor s pružateljem usluge WiFija, a ZET ga nije produžio zbog malog broja putnika (oko 0,2 %) koji su rabili internetsku mrežu. U listopadu i studenom 2022. godine ZET-u je isporučeno 20 novih niskopodnih autobusa MAN Lion's City 12C i 25 Iveco Crossway LE, s još 20 Mercedesovih u najavi. Gradonačelnik Tomislav Tomašević najavio je da će to biti posljednja generacija dizelskih autobusa, a nedugo poslije toga na skupu Hrvatske udruge za vodik predsjednik ZET-a najavio je zalaganje za kupovinu novih autobusa na vodik. Posljednjih 20 dizelskih autobusa, onih Mercedesovih, dostavljeno je krajem veljače 2023. godine. Na prijelazu ožujka i travnja te godine gradom se već na pet linija testirao, prema navodima medija, električni MAN Lion's City 12E. Ipak, krajem 2024. počelo je uvođenje 90 rabljenih autobusa iz Beča i Njemačke u promet kako bi se dopunio vozni park.
U travnju 2025. objavljena je kupovina 10 školskih autobusa i 24 kombija za prijevoz osoba s invaliditetom, što je gotovo udvostručilo broj vozila za osobe ograničenog kretanja. Dana 5. travnja 2025. u promet je pušten prvi električni autobus – modela Iveco Crossway LE City Elec 12 u vrijednosti 450 tisuća eura – na liniju 113. Iste godine planirano je uvođenje još tri električna autobusa, dok je za 2026. godinu predviđena dostava njih 60. Ukupno je planirana nabava oko 70 autobusa, a minimalno 62 do listopada 2026. godine: »30 klasičnih, 26 zglobnih, 6 midi autobusa«. Za njihove potrebe planirana je izgradnja punjača u spremištu Podsused, sa softerom za optimalizaciju punjenja i analizom potrošnje energije.

### Odlazak iz Velike Gorice
Početkom 2024., na trećem po redu natječaju raspisanom za novog javnog prijevoznika unutar Velike Gorice koji bi na lokalnim linijama zamijenio ZET, na sedmogodišnji je termin odabrana tvrtka Arriva s ponudom od 20,56 milijuna eura i planom za 16 linija, uključujući stare linije preuzete od ZET-a i nove za Veliku Mlaku, Mičevec, željeznički kolodvor i kružnu gradsku liniju; velikogorički gradonačelnik Krešimir Ačkar najavio je besplatno korištenje lokalnih linija za građane Velike Gorice. Sâm ZET na natječaju nije sudjelovao jer »lokalni prijevoz u drugom gradu nije profitabilan«, no nastavio je voditi međužupanijske linije 166, 268, 290, 307, 308, 310, 311, 313, 315 i 330, od kojih 307 i 330 iz ZET-ovog velikogoričkog spremišta. Tomašević je istaknuo da će prekidom prijevoza u Velikoj Gorici 10 autobusa biti preraspoređeno na zagrebačke linije, a svi radnici bit će premješteni u zagrebačke pogone. Konačna zamjena prijevoznika odvila se 1. srpnja, kada su Arrivine linije službeno puštene u promet.

## Vozni park
Dana 31. prosinca 2024. u voznom parku tvrtke nalazilo se 499 autobusa, svi proizvođača MAN SE, Mercedes-Benz i Iveco; od njih su 472 bila gradska, 21 školski te 6 turističkih. Za njih su namijenjena tri spremišta: u Dubravi, Podsusedu i Velikoj Gorici. Godine 2022. među njima je bio 91 autobus na prirodni stlačeni plin, a godine 2025. započelo je uvođenje električnih autobusa. Krajem 2024. godine, prosječna starost ZET-ovih autobusa bila je 10,71 godina.
Prvi zglobni autobus u voznom parku ZET-a bio je MAN 890 UG M 16 A, uveden 1969. godine, dug 16,5 metara s kapacitetom za 160 putnika, vozača i konduktera. Prvi minibus u bio je OM Lupetto A15 Barzani, uveden 12. siječnja 1970. godine, s 20 + 8 mjesta pod garažnim brojevima 101 i 102.

### Plinski autobusi
Prvi autobus na prirodni plin uopće u ZET-u i u Hrvatskoj bio je tzv. »eko-bus«, TAM 260 A 116 garažnog broja 30, kojemu je motor prerađen za korištenje plina. Ipak, zbog rijetke uporabe vraćen je u redovnu velikogoričku flotu pod garažnim brojem 822.
Autobusi na prirodni plin prvi su puta kupljeni 2008. godine. Ukupno 60 vozila nabavljeno je od Iveca za 51,6 milijuna eura prilikom značajne obnove voznog parka s 214 vozila. Za plinske autobuse prvotno se trebala graditi punionica u suradnji s INA-om, no zbog promjene vlasništva te tvrtke dogovor nije realiziran. ZET je potom 2009. godine raspisao javni natječaj na kojemu je odabrana ponuda njemačke tvrtke Codex-engineering za punionicu u Dubravi vrijednu 5,1 milijun kuna, no taj je projekt prekinut zbog navodnih problema s knjiženjem. Još su dva neuspjela natječaja organizirana, a u međuvremenu su autobusi punjeni na Radničkoj cesti u suradnji s Gradskom plinarom. Punionica je konačno otvorena 3. siječnja 2014. godine u podsusedskom spremištu.
Nabava plinskih autobusa uzrokovala je kontroverze, ponajviše zbog njihove cijene. Prema navodima Večernjeg lista, studija Energetskog instituta Hrvoje Požar procijenila je da bi vrijednost 60 plinskih autobusa bila 5,5 milijuna eura, no konačna je cijena iznosila deseterostruko više. Kontroverzi je pridonijela i zakašnjela izgradnja punionice, zbog čega su se autobusi trebali puniti znatno dulje no što je predviđeno; na nekim su linijama zato prorijeđeni polasci i smanjen im je kapacitet, dok je između 10 i 20 autobusa bilo izvan funkcije na dnevnoj bazi.

### Električni autobusi
Dana 5. travnja 2025. u promet je na liniju 113 pušten prvi električni autobus, model Iveco Crossway LE City Elec 12 u vrijednosti 450 tisuća eura, a drugi je primjerak tog vozila 29. svibnja pušten u promet na liniju 140. Preostala dva primjerka, koja ulaze u promet iste godine, trebala bi biti MAN-ove proizvodnje. Za njihove potrebe planirana je izgradnja punjača u spremištu Podsused, sa softerom za optimalizaciju punjenja i analizom potrošnje energije.

### Marke
Sljedeći popis pruža kronološki pregled marki autobusa u floti gradskog autobusnog prijevoza (ZET-a), kao i pojedinosti o prvim vozilima uvedenima pod tim markama.
| Marka      | Tip        | Uveden                    | Bilješka                                                                                                   | Izvor         |
| ---------- | ---------- | ------------------------- | --- | ------------- |
| Lancia     | –          | 11. kolovoza 1927.        | Sive boje.                                                                                                 | [ 3 ]         |
| Opel       | –          | 6. travnja 1928.          | Crveno-sive boje.                                                                                          | [ 3 ]         |
| Steyr      | XVII       | 1930.                     | | [ 102 ]       |
| Buick      | GMC-T42    | 1930.                     | | [ 102 ]       |
| MAN        | L1         | 1941.                     | Nacrte izradio ZET, sastavio nepoznati proizvođač u Zagrebu.                                               | [ 103 ]       |
| Magirus    | 516        | 1941.                     | | [ 103 ]       |
| Klöckner   | SL-330     | 1946.                     | Prvotno kamion, prenamijenjen u autobus.                                                                   | [ 20 ]        |
| Saurer     | 2 BH       | nepoznato (1945. – 1952.) | | [ 20 ]        |
| Renault    | 505-D      | nepoznato (1945. – 1952.) | | [ 20 ]        |
| Alfa Romeo | 430        | nepoznato (1945. – 1952.) | | [ 20 ]        |
| Škoda      | 706 RO     | nepoznato (1945. – 1952.) | | [ 20 ]        |
| OM         | Orione 580 | nepoznato (1945. – 1952.) | | [ 20 ]        |
| Fiat       | 680 RN     | jesen 1950.               | Kupljen kao izložbeni primjerak s Velesajma; imao penjalice do krova, gdje se nalazio prostor za prtljagu. | [ 104 ]       |
| AEC        | 10 T-T 10  | 1953.                     | Kupljeni od London Transporta.                                                                             | [ 105 ]       |
| Leyland    | PD-1       | 1955.                     | Dvokatni autobusi (engl. double-decker) zelene boje.                                                       | [ 105 ]       |
| FAP        | 5 GVF-UG   | 1956.                     | Kupljen kao ogledni primjerak za daljnju nabavu.                                                           | [ 104 ]       |
| TAM        | AS 3500    | 1963.                     | | [ 105 ]       |
| Mercedes   | L 613      | 1978.                     | Minibus, postavljen na liniju Trg Republike – Gornji grad (Becićeve stube)                                 | [ 93 ]        |
| Ikarus     | 115 B      | 1983.                     | Za vrijeme Domovinskog rata dva vozila preuređena su u »oklopna sanitetska vozila« pod nazivom OSA.        | [ 106 ]       |
| Iveco      | 12 CNG     | 2009.                     | Prvi kupljeni autobus na zemni plin.                                                                       | [ 47 ] [ 95 ] |

## Autobusni kolodvor
S Autobusnog kolodvora 2023. godine zabilježeno je 120 061 odlazaka, s 700 029 prodanih karata. Na kolodvoru se nalazi 44 perona, a s njih prometuju razni prijevoznici s kojima Kolodvor ima sklopljen adhezijski ugovor o pružanju kolodvorskih usluga.
Preteča autobusnome kolodvoru za međugradske autobusne linije bile su dvije autobusne postaje: na Trgu Marka Oreškovića (danas Langov trg), gdje se kolodvor u prvoj godini djelovanja i nalazio, te kod Hotela Esplanade u Ulici Antuna Mihanovića. Godine 1961. zbog nemogućnosti proširenja kapaciteta na Oreškovićevu trgu osnovano je poduzeće »Autobusni kolodvor Zagreb«, a na današnju lokaciju, gdje se u razdoblju NDH nalazio vojni logor, sve autobusne postaje premještene su 1962. godine u novu zgradu kolodvora. Današnja zgrada kolodvora izgrađena je 1986./1987. povodom Ljetne univerzijade 1987.